# Lognes
Lognes is een gemeente in het Franse departement Seine-et-Marne (regio Île-de-France) en telt 14.215 inwoners (1999). De plaats maakt deel uit van het arrondissement Torcy en is een van de 26 gemeenten van de nieuwe stad Marne-la-Vallée.
Lognes heeft een station van de RER A. Er bevindt zich in de nabijheid een groot internetknooppunt, als gevolg zijn er in Lognes meerdere grote datacentra gevestigd.

## Geografie
De oppervlakte van Lognes bedraagt 3,4 km², de bevolkingsdichtheid is 4180,9 inwoners per km².
De onderstaande kaart toont de ligging van Lognes met de belangrijkste infrastructuur en aangrenzende gemeenten.

## Demografie
Onderstaande figuur toont het verloop van het inwonertal (bron: INSEE-tellingen).